# Кармалюківська сільська рада (Балтський район)
Кармалю́ківська сільська́ ра́да — колишня адміністративно-територіальна одиниця та орган місцевого самоврядування в Балтському районі Одеської області. Адміністративний центр — село Кармалюківка.

## Загальні відомості
Кармалюківська сільська рада утворена в 1948 році.
- Територія ради: 70,04 км²
- Населення ради: 1 026 осіб (станом на 2001 рік)
- Територією ради протікає річка Кодима

## Населені пункти
Сільській раді підпорядковані населені пункти:
- с. Кармалюківка
- с. Євтодія
- с. Зелений Гай

## Населення
Згідно з переписом 1989 року населення сільської ради становило 1156 осіб, з яких 493 чоловіки та 663 жінки.
За переписом населення 2001 року в сільській раді мешкало 1026 осіб.

### Мова
Розподіл населення за рідною мовою за даними перепису 2001 року:
| Мова       | Відсоток |
| ---------- | -------- |
| українська | 93,57 %  |
| молдовська | 3,61 %   |
| російська  | 2,44 %   |
| болгарська | 0,19 %   |

## Склад ради
Рада складається з 14 депутатів та голови.
- Голова ради: Шкарпіта Іван Миколайович

### Керівний склад попередніх скликань
| Прізвище, ім'я, по батькові | Основні відомості                                                                                     | Дата обрання | Дата звільнення |
| --------------------------- | --- | ------------ | --------------- |
| Шкарпіта Іван Миколайович   | Сільський голова, 1973 року народження, освіта середня спеціальна, член Соціалістичної партії України | 26.03.2006   | 31.10.2010      |
| Шкарпіта Іван Миколайович   | Сільський голова, 1973 року народження, освіта середня спеціальна, член Партії регіонів               | 31.10.2010   |                 |

Примітка: таблиця складена за даними сайту Верховної Ради України

### Депутати
За результатами місцевих виборів 2010 року депутатами ради стали:

#### За суб'єктами висування
| Суб'єкт висування                                       | Кількість обраних депутатів | %    |
| ------------------------------------------------------- | --------------------------- | ---- |
| Партія регіонів                                         | 11                          | 78,6 |
| Політична партія Всеукраїнське об'єднання «Батьківщина» | 3                           | 21,4 |

#### За округами
| № округу                                                | Прізвище, ім'я, по батькові         | Дата визнання обраним | Освіта             | Партійна приналежність | Відомості про обраного депутата                      |
| ------------------------------------------------------- | ----------------------------------- | --------------------- | ------------------ | ---------------------- | ---------------------------------------------------- |
| Партія регіонів                                         |                                     |                       |                    |                        |                                                      |
| 1                                                       | Приступ Світлана Миколаївна         | 05.11.2010            | вища               | член Партії регіонів   | Кармалюківська загальноосвітня школа, директор       |
| 2                                                       | Клімович Ліля Чингісівна            | 05.11.2010            | середня спеціальна | член Партії регіонів   | Кармалюківська сільська рада, секретар               |
| 3                                                       | Танасійчук Галина Степанівна        | 05.11.2010            | середня спеціальна | член Партії регіонів   | Кармалюківський дитячий садок, вихователь            |
| 4                                                       | Паламарчук Ала Михайлівна           | 05.11.2010            | середня спеціальна | член Партії регіонів   | Кармалюківський дошкільний заклад, завідувач         |
| 5                                                       | Нікітюк Маргарита Юріївна           | 05.11.2010            | середня спеціальна | член Партії регіонів   | приватний підприємець                                |
| 6                                                       | Мазурик Наталія Семенівна           | 05.11.2010            | середня спеціальна | член Партії регіонів   | Кармалюківська сільська рада, бухгалтер              |
| 7                                                       | Пасинковський Олександр Миколайович | 05.11.2010            | середня            | член Партії регіонів   | ПП «Агрофонд», тракторист                            |
| 11                                                      | Чорна Людмила Миколаївна            | 05.11.2010            | вища               | член Партії регіонів   | приватний підприємець                                |
| 12                                                      | Ошаєв Аркадій Прокопович            | 05.11.2010            | середня            | член Партії регіонів   | ТОВ «Агро-Нива», тракторист                          |
| 13                                                      | Гончарук Алла Василівна             | 05.11.2010            | середня            | член Партії регіонів   | тимчасово не працює                                  |
| 14                                                      | Попиляшко Іван Андрійович           | 05.11.2010            | середня            | член Партії регіонів   | Балта «Хлібороб», тракторист                         |
| Політична партія Всеукраїнське об'єднання «Батьківщина» |                                     |                       |                    |                        |                                                      |
| 8                                                       | Зубком Марія Сергіївна              | 05.11.2010            | середня спеціальна | позапартійна           | Мошнягський фельдшерсько-акушерський пункт, фельдшер |
| 9                                                       | Ткаченко Василь Васильович          | 05.11.2010            | середня            | позапартійний          | тимчасово не працює                                  |
| 10                                                      | Щедрін Валентина Федорівна          | 05.11.2010            | середня            | позапартійна           | тимчасово не працює                                  |